# Внешняя политика Ирака
Внешняя политика Ирака — это общий курс Ирака в международных делах. Внешняя политика регулирует отношения Ирака с другими государствами. Реализацией этой политики занимается министерство иностранных дел Ирака.

## История
В 1983 году министром иностранных дел Ирака был назначен Тарик Азиз, который был членом Совета революционного командования Ирака и партии Баас. До того, как возглавить министерство иностранных дел, он был директором внешнеполитического отдела партии Баас. Тарик Азиз, Саддам Хусейн и другие высокопоставленные члены Совета революционного командования формировали внешнюю политику страны, а министерство иностранных дел Ирака реализовывало на практике их директивы. Баас установила контроль над министерством иностранных дел и над всеми дипломатическими миссиями Ирака за пределами страны через свои партийные ячейки, которые действовали во всем министерстве и во всех посольствах за рубежом.
В 1980-х годах главным вопросом внешней политики Ирака была война с Ираном. Эта война началась в сентябре 1980 года, когда Саддам Хусейн отправил иракские войска через Шатт-эль-Араб на территорию юго-западного Ирана. Хотя причины решения Саддама Хусейна о вторжении в Иран были неоднозначными, лидеры партии Баас долгое время возмущались иранской гегемонией в регионе Персидского залива и предполагаемым иранским вмешательством во внутренние дела Ирака до и после Исламской революции 1979 года. Иракские власти предполагали, что революционные беспорядки в Тегеране позволят Ираку одержать быструю победу. Иракское руководство исходило из того, что следует остановить любую потенциальную иранскую помощь шиитским и курдским противникам режима и положить конец господству Ирана в этом регионе. Баасисты считали, что ослабленный Иран не сможет оказать реального сопротивления и подорвать усилия Ирака по достижению региональной гегемонии, которая не могла быть осуществлена из-за противодействия Ирана с середины 1960-х годов. Хотя иракцы не смогли одержать быструю победу, военные действия изначально складывались в их пользу. Однако к началу 1982 года иракские вооружённые силы перешли к обороне и вынуждены были отступить с некоторых занятых территорий. В июне 1982 года Саддам Хусейн приказал большинству иракских подразделений отступить с иранской территории и попытался добиться прекращения огня с Ираном, основанного на возвращении всех военнослужащих на довоенные территории, которые были по состоянию на 21 сентября 1979 года. Однако, иранское руководство отвергло предложение Саддама Хусейна и позиционная война продолжалась до 1988 года.
Хотя война была тяжелым бременем для Ирака политически, экономически и социально, самым глубоким последствием продолжения войны было её влияние на международные отношения Ирака. Самые очевидные изменения произошли  в отношениях Ирака с Советским Союзом и с Соединёнными Штатами Америки. В ходе войны Ирак отошел от тесной дружбы с Советским Союзом, которая имела место на протяжении 1970-х годов, и инициировал сближение с Соединёнными Штатами. Ирак также стремился быть ближе с Кувейтом и Саудовской Аравией, двумя соседними странами, с которыми в течение большей части 1970-х годов были значительные разногласия. Налаживание отношений с этими странами сопровождалось более умеренным подходом к другим арабским странам, таким как Египет и Иордания, которые ранее Ирак считал враждебными. С соседней Сирией отношения стали накалены, так как Хафез Асад занял сторону Ирана в этой войне.